# Kabók Lajos
Kabók Lajos, néhol Kabok (Szeged, 1884. szeptember 29. – Budapest, 1945. január 11.) géplakatos, szociáldemokrata politikus, országgyűlési képviselő, szakszervezeti vezető.

## Élete
Kabók Ignác és Rózsa Anna gyermekeként született. Fiatalon géplakatosként dolgozott, 1906-ban csatlakozott a vasmunkás-mozgalomhoz. 1910. október 23-án Budapesten, a Ferencvárosban házasságot kötött Iványi Rozáliával, Iványi Mihály és Jó Katalin gyermekével.
1918-tól a Vas- és Fémmunkások Központi Szövetségének budapesti titkára volt. A Tanácsköztársaság idején a jobboldali szakszervezeti vezetők közé tartozott. Később a Szociáldemokrata Párt vezetőségi tagjaként bekerült az országgyűlésbe.
1922-ben a tatabányai kerületben kapott mandátumot, 1926-ban és 1931-ben a budapesti déli kerület képviselőjévé választották. Bár az 1935-ös választáson nem nyert mandátumot, 1939-ben negyedszer is megválasztották. 1945 január elején a nyilasok elhurcolták és meggyilkolták.